# Стамбульский университет имени Сабахаттина Займа
Стамбульский университет им. Сабахаттина Заима (IZU) — международный исследовательский университет. Штаб-квартира расположена в Стамбуле.

## Общие сведения
Основан в 2010 году в Стамбуле Фондом распространения знаний.
Университет назван в честь известного турецкого ученого Сабахаттина Заима, который был достаточно разносторонне развитым, имел юридическое и экономическое образование, работал в различных университетах Турции и в некоторых балканских странах. Считается что профессор Заим внес гигантский вклад в турецкую науку. Кроме научной деятельности, он был одним из основателей Фонда распространения знаний, внес весомый вклад в турецкое машиностроение.
Университет представляет широкий спектр учебных программ от инженерного дела до правоведения и гуманитарных дисциплин. Отдельно существуют программы по исламским наукам, которые включают исламскую экономику и финансы, исламское право, а также историю цивилизаций с позиций исламских ученых и социологов.
По состоянию на 2021 год в университете обучается около 11 000 студентов. Университет включает 36 программ бакалавриата, 57 программ магистратуры и 20 программ докторантуры.
Главное здание университета расположено в стамбульском районе Эйюп
В университете есть два кампуса. Главный кампус находится в районе Халкалы, второй кампус факультета исламских наук находится в квартале Алтунизаде г. Стамбул.
Главный кампус университета построен на участке площадью 6 000 м2, который был унаследован от Сельскохозяйственного колледжа, основанного во времена Османской империи в 1892 году. Главное здание этого учебного заведения сохранилось.
Данный колледж окончил турецкий поэт и автор гимна Турции Мехмет Акиф Эрсой. В честь него назван зал в университетском городке.
Последнее годы своей жизни в этом университете преподавал основатель современной исламской психологии Малик Бадри.

## Академические подразделения

### Факультеты[3]
- Факультет Образования
  - Учитель Английского
  - Дошкольное обучение
  - Преподавание специального образования
  - Сопровождение и психологическое консультирование
  - турецкий учитель
  - Преподавание элементарной математики
  - Классный преподаватель
  - Преподавание арабского языка (30 % арабского языка)
- Юридический факультет
  - Право
- Факультет гуманитарных и социальных наук
  - Психология (турецкий)
  - Психология (английский)
  - Политология и международные отношения (английский)
  - Социология (30 % английский)
  - История
  - Турецкий язык и литература
- Факультет исламских наук
  - Исламские науки (30 % арабский)
  - Исламские науки (100 % арабский)
- Факультет бизнеса и управления
  - Бизнес (30 % английский)
  - Экономика (30 % английский)
  - Исламская экономика и финансы
  - Исламская экономика и финансы (английский)
  - Международная торговля и финансы
  - Международная торговля и финансы (английский)
- Факультет инженерии и естественных наук
  - Компьютерная инженерия
  - Промышленная инженерия (30 % английский)
  - Пищевая инженерия (30 % английский)
  - Архитектура интерьера и дизайн окружающей среды
  - Архитектура
  - Электротехника и электроника (30 % английский)
  - Программная инженерия (30 % английский)
  - Молекулярная биология и генетика (30 % английский)
- Факультет медицинских наук
  - Уход
  - Социальная служба
  - Питание и диетология
  - Управление здравоохранением
- Факультет спортивных наук
  - Обучение физической культуре и спорту
- Медицинский факультет[4]
  - Лекарственное средство

### Институты[5]
- Высшая школа образования

### Колледжи[6]
- Школа иностранных языков

### Координатор иностранных языков[7]
- Английский подготовительный отделение
- Арабский подготовительный отделение
- Турецкий подготовительный отделение